# Jesus Christus – die Biografie
Jesus Christus – die Biografie ist ein 2009 erschienenes Buch von Peter Seewald über Jesus von Nazareth.

## Zur Entstehung
Peter Seewald arbeitete an dem rund 700 Seiten umfassenden Buch sieben Jahre lang, davon drei Jahre lang fast ausschließlich, was ihn finanziell beinahe ruiniert hätte. Er versuchte das Leben Jesu in seiner Gesamtheit darzustellen und die Originalschauplätze der Erzählungen der vier Evangelisten zu besuchen. Vor seiner Reise stellte er sich eine Liste von Fragen zusammen:
- Was ist von den Chronisten Matthäus, Markus, Lukas und Johannes zu halten?
- Wie kam es zu den Evangelien?
- Wann genau wurden sie geschrieben?[S 1]

Der Autor bricht in dem Buch mit dem Tabu der Bibelwissenschaftler, dass man das Leben Jesu nicht chronologisch darstellen könne, weil die Evangelien dafür nicht die Grundlage böten. Das Evangelium gelte heute als Sammelsurium unwahrer Behauptungen und teilweise „anmaßender Fälschungen“. Bibelwissenschaftler hätten die Person Jesus Stück für Stück seziert, sodass ihrer Auffassung nach die Überreste seiner Person problemlos „auf einer Untertasse Platz finden könnten“, so der Autor im Vorwort des Buches. Deswegen versuchte der Autor ein „theologiefreies“ Buch über Jesus zu schreiben, ohne dabei Tiefe und Beweiskraft vermissen zu lassen, und kam zu der Erkenntnis, dass Jesus Christus die am besten bezeugte Person der Antike sei.

## Inhalt des Buches
Das Buch ist in vier Kapitel unterteilt.

### Erstes Kapitel
Im ersten Kapitel beschreibt der Autor seine Ankunft im Heiligen Land mit dem Flug Nr. 354 der El Al, mit Reiseziel in der über fünftausendjährigen Stadt Jerusalem. In den neun Unterkapiteln des ersten Teils stellt Seewald die heutige Situation in Jerusalem dar und vergleicht sie mit der Zeit vor 2000 Jahren, als die Stadt Teil der römischen Provinz Judäa war. Die meisten Juden waren in ihrem Glauben standhaft geblieben. Drei Monate lang hatte Pompeius den Tempelberg belagert und 61 v. Chr. Jerusalem eingenommen. Zur Absicherung der Macht stationierten die Römer neun Legionen mit je 5000 Berufslegionären im Land. Zusätzlich wurden 60 bis 70 Hilfseinheiten aus Söldnern stationiert. Rom, über den Hafen Caesarea Maritima innerhalb von zehn Tagen zu erreichen, wurde aufgrund einer ausgeklügelten Raub- und Sklavenwirtschaft eine Stadt aus Marmor. Aber es gelang der Besatzungsmacht in der Provinz Judäa nicht, ihren Jupiterkult mit der Anbetung JHWHs zu verschmelzen. Im Unterkapitel „Flug Nr. 354“ erinnert sich Seewald auch an das 1972 von seinem früheren Arbeitgeber Rudolf Augstein veröffentlichte Buch Jesus Menschensohn. Augstein kam in dem Buch, mit dem er alle Fragen zur Person Jesu Christi umfassend beantworten wollte, zu der Erkenntnis, dass Jesus Christus nie gelebt habe.
- Flug Nr. 354
- Der Mythos
- Jerusalem
- Das Geheimnis
- Spuren im Sand
- Fülle der Zeit (I)
- Die Verkündigung
- Fülle der Zeit (II)
- Die Geburt

Als einziges Volk des Römischen Reiches wurden Juden vom Kaiserkult und Militärdienst befreit. Die Einhaltung der Sabbatgebote wurde ihnen nach der collegia licita im römischen Recht zugesichert. Auch die Erhebung und Verwaltung der Tempelsteuer, die jeder männliche Jude zwischen 20 und 50 Jahren aufbringen musste, blieben in der Verwaltung der Juden.
Dennoch war das Verhältnis zwischen Römern und Juden angespannt. In der Burg Antonia wachte eine römische Soldateska über die Aktivitäten des JHWH-Kultes. Seewald bemüht in diesem Buch eine Reihe von römischen Philosophen, Anwälten, Schriftstellern und Senatoren, die ihre Abneigung gegenüber dem JHWH-Kult, jüdischen Sitten oder dem jüdischen Volk selbst aussprachen. Cicero, seinerzeit eine der einflussreichsten Personen des Reiches, spricht vom Judentum als einem „barbarischen Aberglauben“. Von den vier Millionen Juden lebten drei Millionen in Städten wie Massillia, Karthago, Rom oder Alexandria. Im ägyptischen Alexandria stellten sie 40 % der Bevölkerung und Philon von Alexandrien sieht in ihnen die ersten Weltbürger. König Herodes I., auch der Große genannt, stand im Zenit seiner Macht. Neun im königlichen Haushalt verbleibende abgelegte Gattinen (Doris, Mariamne I., Kleopatra, Maltake usw.) machten ihm das Leben nicht immer leicht. 300 Ochsen aus seinen eigenen Ställen wurden bei der Einweihung des herodianischen Tempels als Opfer dargebracht.
Das erste Kapitel endet mit der Geburt Jesu Christi.

### Zweites Kapitel
Der zweite Teil des Buches gliedert sich in sechs Unterkapitel. Es beginnt mit dem Verdacht und endet mit einem als geheime Offenbarung umschriebenen Unterkapitel.
- Der Verdacht
- Die Fakten
- Die verborgenen Jahre
- Der Aufbruch
- Die Taufe
- Die Wüste
- Geheime Offenbarung

Josef und Maria fliehen mit dem Kind nach Ägypten. Für aufgeklärte Bibelforscher war diese Passage des Neuen Testamentes in den Erzählungen der Evangelisten schon immer suspekt. Ein Umzug in ein Nachbarland, Flucht und Vertreibung waren auch in der Zeit Jesu nichts Ungewöhnliches, meint dagegen Seewald: Von Bethlehem bis zur heutigen Grenzstadt Be’er Scheva sind es 70 Kilometer. In den Judenkolonien von Alexandria und Hermopolis Magna lebten Hunderttausende Israeliten.
Am Ende des zweiten Kapitels stellt der Autor fest, dass die Hauptaufgabe im Programm Jesu die Transformation oder Wandlung war. Er wandelt das Schlechte in das Gute, Feindschaft zu Freundschaft und den alten Adam in den neuen Adam. Somit wird auch deutlich, dass es Jesus nicht darum geht, gegen eine bestimmte Schule des Glaubens oder eine Gruppe von Hohepriestern vorzugehen. Auch die Frage, wer Jesus ermordet hat, die Juden oder Römer, geht, so der Autor, vollkommen am Kern des Rettungswerkes Jesu vorbei.
Auf die Transformation folgt die Transfiguration der Person Jesu, seine sogenannte Verklärung auf dem Berg Tabor. Die Wandlung erscheint nochmals abgewandelt im Vorgang der Transsubstantiation der Heiligen Messe.

### Drittes Kapitel
Im dritten Teil des Buches steht nun das eigentliche Leben Jesu im Mittelpunkt. Er unterteilt sich in neun Unterkapitel:
- Menschenfischer
- Die Hochzeit
- Herr des Tempels
- Die Stadt Jesu
- Welt der Heilung und der Wunder
- Im Namen des Vaters
- Zeichen des neuen Bundes
- Schriftgelehrte und Pharisäer
- Die Tora des Messias (I)
- Die Tora des Messias (II)

Jesus traf den Fischer Simon Petrus und seinen Bruder Andreas am See Genezareth. Er forderte sie auf, ihm nachzufolgen. Und so nahm die Geschichte ihren Anfang. Das Kapitel endet mit zwei Abhandlungen über die Tora des Messias.

### Viertes Kapitel

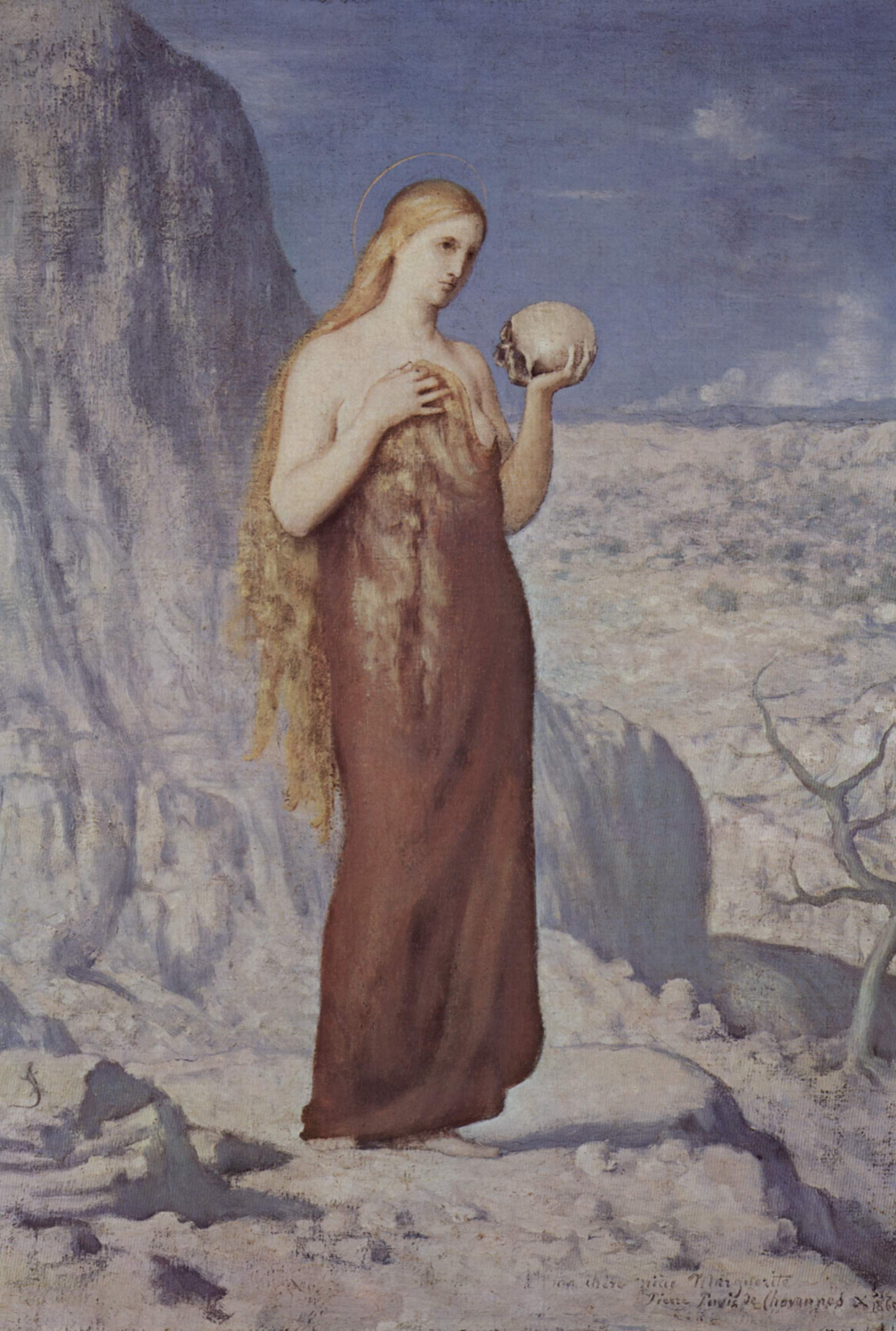
Marie Madeleine au désert
(Maria Magdalena in der Wüste)
Öl auf Leinwand von Pierre Cécile Puvis de Chavannes (1869)

Der vierte Teil des Buches befasst sich zunächst mit der Geschichte von Maria Magdalena. Jesus hatte unter seinen Anhängern auch eine große Zahl von Frauen. Die Frau des Chuzas und eine gewisse Suzanna waren nach Seewalds Worten so etwas wie moderne Charity Ladies. Eine ganz besondere Rolle in den Erzählungen der Evangelisten spielt Maria von Magdala, Dirne und Sünderin oder Witwe des Johannes. Manchmal wurde sie auch in die Position einer heimlichen Gespielin des Messias gerückt. Weitere Deutungen gehen in Richtung Feministin und Mutter Courage des Glaubens, die erste emanzipierte Frau der Welt. Tiberius Julius Caesar Augustus, nunmehr 28 Jahre Imperator von Rom, wollte den Sittenverfall im Reich stoppen. Ein Senatsbeschluss aus dem Jahre 18 n. Chr. verbot das Tragen von durchsichtigen Seidengewändern. In der abgelegenen Provinz Judäa war die Botschaft Jesu eine andere. Er predigte in der lustorientierten Gesellschaft Keuschheit. Baccantischen Orgien setzte er Barmherzigkeit, Nächstenliebe und Schutz der Ehe entgegen. Die Frauen liebten Jesus dafür. „Selig die Brust, an der du getrunken“, riefen sie ihm entgegen.
- Die Geschichte Maria Magdalenas
- Menschensohn und Gottesreich
- Brot des Lebens
- Die Entscheidung
- Licht der Welt
- Die Reise nach Jerusalem
- Die Passion Christi

Das Buch endet mit dem Leiden und Tod Jesu Christi in Jerusalem.

## Bibliografische Angaben
- Peter Seewald: Jesus Christus – die Biografie. Pattloch Verlag, München 2009, 704 Seiten, ISBN 978-3-629-02192-2.